# ميزان (رسالة)
ميزان هي رسالة شاملة عن محتويات الإسلام، كتبها جاويد أحمد الغامدي، وهو عالم إسلامي وفيلسوف باكستاني. نُشر باللغة الأردية من معهد المورد للعلوم الإسلامية. الكتاب متوفر أيضًا على شكل كتيبات مختلفة. وقد نُشر الكتاب أيضًا باللغة الإنجليزية في مجلة النهضة الإسلامية. وقد كتب جاويد أحمد الغامدي ملخصًا لهذا الكتاب في كتاب صغير اسمه "الإسلام". قام الدكتور سليم شهزاد بترجمة كتابي "ميزان" و"الإسلام" إلى الإنجليزية تحت عنوان "الإسلام: مقدمة شاملة" و"الإسلام: مقدمة موجزة" على التوالي.

## المحتويات
نُشرَت: دار الإشراق
- مصادر الإسلام 
  - مبادئ فهم القرآن الكريم
  - أصول تحديد السنة
  - أصول فهم الحديث

الحكمة
- إطار الإسلام
- المعتقدات
  -  المبادئ الأساسية للدين
    - جوهر الإيمان 

  - الإيمان بالله: وجوده 
    - صفات الله 
    - تعاملات الله وممارساته 

  - الإيمان بالملائكة 
  - الإيمان بالأنبياء 
    - بعض صفات الأنبياء 
    - بعض مسائل النبوة 

  - الإيمان بالكتب السماوية 
  - الإيمان بالآخرة 
    - علامات وأحداث يوم القيامة 
    - منازل يوم القيامة وأحواله
- الأخلاق والآداب

الكتاب
- الشريعة السياسية في الإسلام
- القانون الاقتصادي في الإسلام
- الشريعة الإسلامية للدعوة
- شريعة الجهاد في الإسلام
- قانون العقوبات في الإسلام
- القوانين الغذائية
- العادات والقوانين السلوكية
- القسم وكفارته
- الشريعة الإسلامية لشعائر العبادة
  - الصلاة
    - أهمية الصلاة وتاريخها وأهدافها وشروطها وشعائرها وألفاظها 
    - مواقيت الصلاة، الركعات ، الرخصة، الجماعة، المساجد ، تصحيح الأخطاء، الآداب، وأنواع الصلاة 

  - الشريعة الإسلامية للزكاة
  - الصيام
  - مناسك الحج والعمرة
  - طقوس التضحية بالحيوانات
- القانون الاجتماعي في الإسلام
  - المبدأ الأساسي 
  - الزواج ، طقوس الزواج وشروطه 
  - العلاقات المحرمة للزواج 
  - شروط النكاح 
  - حقوق وواجبات الزوجين 
  - تعدد الزوجات 
  - آداب العلاقة الحميمة 
  - إيلا و الظاهرة
  - الطلاق
  - التوجيهات المتعلقة بالأرامل 
  - معايير التفاعل بين الجنسين 
  - حقوق الوالدين 
  - حقوق الأيتام 
  - العبودية

## طالع أيضًا
- جاويد أحمد الغامدي
- قائمة الكتب السنية
- تدبّر القرآن

## روابط خارجية
- الميزان الكامل ( بالأردية )
- الميزان الكامل (باللغة الإنجليزية )
- الإسلام الكامل (النسخة المختصرة من الميزان): الأردية والإنجليزية
- مقدمة لكتاب "ميزان" في معرض الكتاب الدولي بقلم جاويد أحمد غاميدي
- المقالات المتوفرة على الإنترنت كتبها جاويد أحمد الغامدي .
- كتب للتحميل من تأليف جاويد أحمد الغامدي .
- الكتب المتوفرة في WorldCat ، بقلم جاويد أحمد الغامدي .
- قانون الأدلة بقلم جاويد الغامدي